# Садналег
Тибетският крал Садналег, наричан също Триде Сонгцен е най-младият син на крал Трисонг Децен и е управлявал около 800 до 815 година, според някои изчисления началото на царуването му трябва да е било 797 или 804 г. Трисонг Децен умира през 797 г. и не е съвсем ясно какво се случва през следващите няколко години. За кратко на трона се възкачва вторият син Муне Ценпо и е възможно да следва известно дворцово противоборство, но новият крал не живее дълго. Каквато и да е причината за това поради липса на наследници следващ на трона е Садналег и към 804 г. вече е на власт.
Най-старият брат Мутик Ценпо никога не е бил разглеждан като престолонаследник, защото в младостта си убил един от старшите министри, след което бива заточен в Лодак Карчу, близо до днешната граница на Бутан.
Поради младостта си при възкачване на престола Садналег бил подпомаган от четирима опитни министри, двама от които будистки монаси. Те последвали политиката на своите предшественици. Кралят си взел четири съпруги от различни тибетски кланове.

## Подкрепа за будизма
В манастира Самие били поканени индийски учени, които да помогнат за превод на тибетски на будистките текстове. Садналег бил построил храма Карчунг близо до Лхаса. Заради съпротивата срещу будизма кралят свикал среща на делегати и васали от цялото кралство, които трябвало да подпишат документ подкрепящ будизма. Срещу храма била издигната колона, на която бил изсечен текстът на този документ, който в днешно време има английски превод.

## Политика
Макар тибетските войски да воюват в Китай между 799 и 803 в областите Янчжоу Люнджуб, Уейджоу, Яджоу и Суйджоу, още на следващата 804 година започва редовен обмен на пратеници дори и без официално подписан договор. При смъртта на император Де Зонг престолонаследникът Ралпачен изпраща дарове от злато, сребро, одежди, волове и коне за неговото погребение.
Тибетската армия продължава с атаки към арабите на запад, според арабския историк Якуби те са обсадили Самарканд, столица на Трансоксиана по това време. Накрая тибетския губернатор на Туркестан подарява на арабския халиф Ал-Мамун (управлявал 813 – 833 г.) статуя от злато и скъпоценни камъни. По-късно тази статуя бива изпратена в Кааба в Мека.

## Смъртта на краля
Най-вероятно Садналег умира 815 г., а след себе си оставя петима синове. Първият от тях става монах, а най-младият умира още в детството си. При смъртта на Садналег Ландарма бил изключен като наследник заради небудистките си възгледи и невъздържания си характер. Така до короната достига Ралпачен.
В кралското гробище на тибетските крале внушителна колона възпоменава Садналег. Изсеченият на нея надпис макар и частично нечетлив потвърждава определени исторически събития. Важно за датировката на неговото управление е изявлението в текста, че войната с Китай започва по времето, когато той поема властта. Според аналите на Танг Китай и Тибет са във война през цялото време от 799 до 803 и следователно най-вероятно Садналег е заел трона между 800 и 804.